# Đảo Amami Oshima, Tokunoshima, phía Bắc đảo Okinawa và đảo Iriomote
Đảo Amami Oshima, Tokunoshima, phía Bắc đảo Okinawa và đảo Iriomote là một Di sản thế giới được UNESCO công nhận bao gồm 5 phần nối tiếp nhau trên 4 hòn đảo nằm ở chuỗi đảo Ryukyu (Quần đảo Nansei). Nó được công nhận nhờ sự đa dạng sinh học của hệ sinh thái với các loài động thực vật độc đáo của khu vực.

## Mô tả
Khu vực với diện tích 426,98 km vuông là nơi có có 1.819 loài thực vật có mạch, 21 loài động vật có vú trên cạn, 394 loài chim, 21 loài lưỡng cư, 36 loài bò sát trên cạn và 267 loài cá,  6.153 loài côn trùng. Khu vực có nhiều loài đặc hữu bao gồm 189 loài thực vật có mạch, 13 loài thú trên cạn, 5 loài chim, 18 loài lưỡng cư, 23 loài bò sát, 14 loài cá, 1.607 loài côn trùng, trong đó đáng chú ý với một số loài quý hiếm và bị đe dọa như thỏ Amami, gà nước Okinawa, mèo Iriomote.
Ngoài ra, ở Yanbaru phía bắc của đảo Okinawa còn là nơi trú ẩn của phường chèo trắng lớn, chào mào tai nâu, cú vọ lưng nâu, cú mèo khoang cổ, chích bụi Nhật Bản, thiên đường đuôi đen, gõ kiến lùn Nhật Bản, bạc má Nhật Bản, vành khuyên Nhật Bản, quạ mỏ lớn, đớp ruồi lưng vàng, cu sen, cuốc ngực nâu, sả hung, bạc má đa sắc. Tuơng tự, các loài được tìm thấy ở Quần đảo Yaeyama (bao gồm cả Iriomote) gồm cu luồng, gõ kiến lùn Nhật Bản.

## Các thành phần
Di sản thế giới này bao gồm 5 thành phần trên 4 đảo gồm:
| Số hiệu UNESCO | Tên                                      | Quần đảo         | Tỉnh      | Hình ảnh | Tọa độ                                          | Diện tích (ha) | Vùng đệm (ha) |
| -------------- | ---------------------------------------- | ---------------- | --------- | -------- | ----------------------------------------------- | -------------- | ------------- |
| 1574-001       | Đảo Amami-Ōshima 奄美大島                | Quần đảo Amami   | Kagoshima |          | 28°16′45″B 129°22′42″Đ / 28,27917°B 129,37833°Đ | 11.640         | 14.663        |
| 1574-002       | Đảo Tokunoshima (a) 徳之島               | Quần đảo Amami   | Kagoshima |          | 27°45′48″B 128°58′2″Đ / 27,76333°B 128,96722°Đ  | 1.724          | 1.813         |
| 1574-003       | Đảo Tokunoshima (b) 徳之島               | Quần đảo Amami   | Kagoshima |          | 27°51′48″B 128°55′46″Đ / 27,86333°B 128,92944°Đ | 791            | 999           |
| 1574-004       | Phần phía Bắc của đảo Okinawa 沖縄島北部 | Quần đảo Okinawa | Okinawa   |          | 26°43′29″B 128°13′12″Đ / 26,72472°B 128,22°Đ    | 7.721          | 3.398         |
| 1574-005       | Đảo Iriomote 西表島                      | Quần đảo Yaeyama | Okinawa   |          | 24°19′34″B 123°48′31″Đ / 24,32611°B 123,80861°Đ | 20.822         | 3.594         |

## Bảo vệ
Khu vực di sản này được bảo vệ bởi một loạt các biện pháp bổ sung, trong đó có việc thành lập các vườn quốc gia (gồm vườn quốc gia Quần đảo Amami, Yanbaru, Iriomote-Ishigaki), khu bảo tồn rừng (các khu dự trữ sinh quyển rừng Quần đảo Amami, Yanbaru, Iriomote), khu bảo tồn động vật hoang dã, 24 khu vực bảo vệ động vật hoang dã cấp tỉnh khác cùng nhiều di tích quốc gia Nhật Bản.